# Sărmașu
Sărmașu (węg. Nagysármás) – miasto w Rumunii, w okręgu Marusza. Liczy 7.493 mieszkańców (2002).